# Merchants of the Staple
The Company of Merchants of the Staple of England ou Merchant Staplers, mentionnée en français comme Marchands de l'étape ou Marchands de l'entrepôt, est une compagnie anglaise constituée par une Charte royale en 1319 — et donc la plus ancienne société de commerce en Angleterre — spécialisée dans le négoce de la laine, des peaux, du plomb et de l'étain, qui contrôle l'exportation de la laine vers le continent au Moyen Âge tardif. Ses origines remontent à 1282 et peut-être à une période plus ancienne.

## Étymologie
Dans des documents en latin médiéval, l'expression commune pour staple est stabile emporium, un magasin ou entrepôt fixe où les marchandises doivent être déposées, d'où l'hypothèse de glissement sémantique vers aliment de base, un des sens actuels du mot staple en anglais. Mais le mot se rencontre dans un sens voisin dans les langues germaniques : en vieil anglais stapol, stapul, un accessoire ou support, à partir de stapa, une marche ; en néerlandais stapel, un tas ; en bas-allemand stapel, un tas, un entrepôt, d'où aussi en frison oriental estaple, estape, une étape, une station, généralement une ville ou un marché où sont vendues certaines marchandises nommées elles-mêmes staple wares ou staples. Le sens d'origine semble être celui d'une plate-forme surélevée — à laquelle on accède par des marches (steps) — aménagée pour la vente de marchandises.

## Histoire
À partir de 1314, la Couronne britannique, désireuse de contrôler le négoce et d'assurer la levée de l'impôt, exige que toute la laine destinée à l'exportation doit être négociée sur un marché désigné, appelé The Staple (en).
Le staple se trouve d'abord à Anvers puis est successivement transféré à Saint-Omer, Bruges, Bruxelles, Louvain, Malines et Calais. En 1353, il est à Westminster, où il attire tant d'activité que le lieu est érigé en ville, puis à partir de 1378 à Staple Inn à Holborn.

### Lestaplede Calais

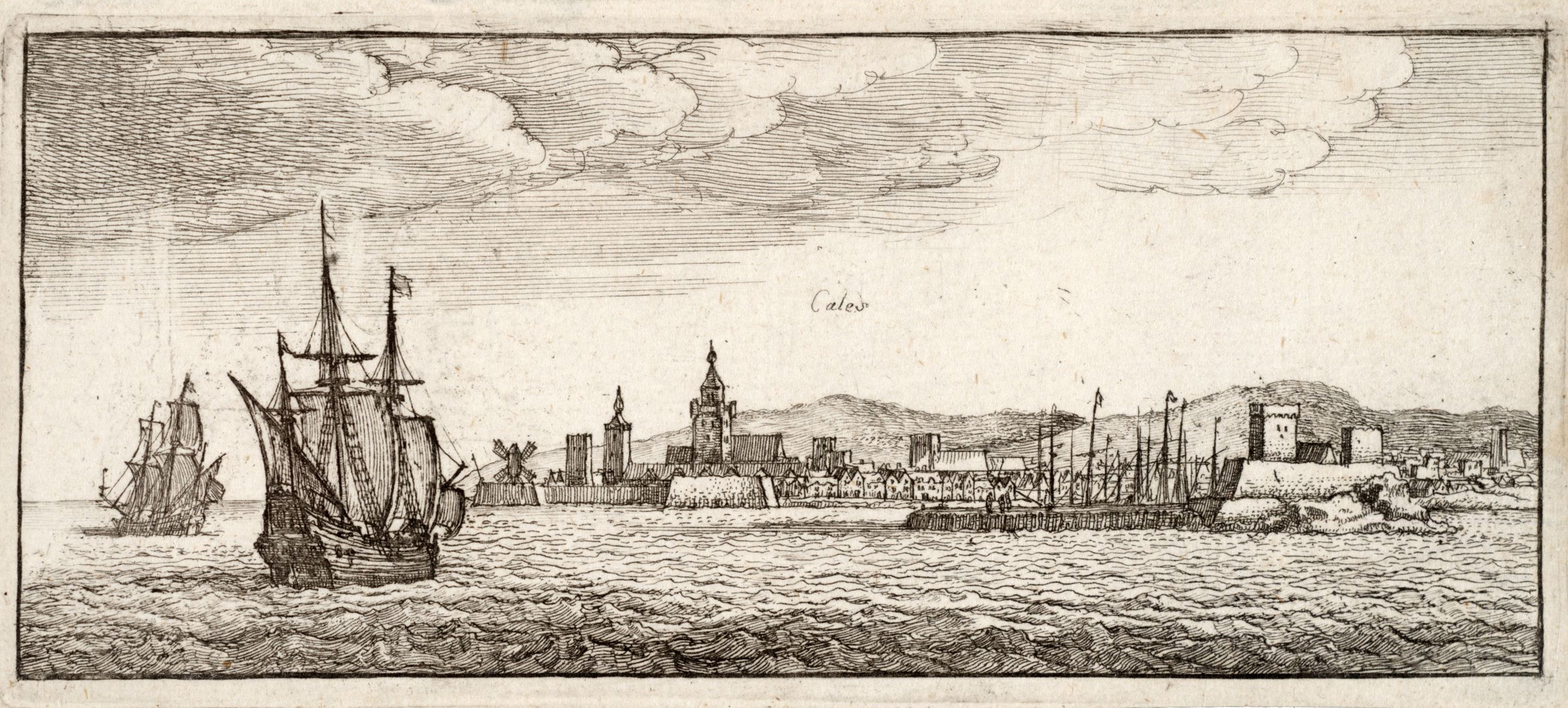
Calais sur une gravure du XVIIe siècle de Wenceslas Hollar.

Après le siège de Calais et sa conquête par les Anglais, le staple y est établi à partir de 1363. Un groupe de vingt-six commerçants se forme et prend le nom de Company of the staple at Calais. En échange de sa coopération au paiement des impôts, la compagnie obtient un monopole complet sur les exportations de laine d'Angleterre. La couronne britannique est très attentive au devenir de la compagnie qui est à la fois une source de revenus et un acteur de la défense de Calais contre les Français.
À mesure que la production textile anglaise croît, les exportations de laine ne revêtent plus autant d'importance et le pouvoir des marchands de l'étape diminue. La perte de Calais en 1558 entraîne le transfert du staple à Bruges où les staplers conservent leur monopole sur les exportations. En 1614, les exportations de laine brute sont interdites, la laine ne devant être négociée que sur le marché intérieur, mais l'interdiction est levée en 1617 après que les États généraux du royaume des Pays-Bas ont interdit l'importation de tissu d'Angleterre. Cependant, si l'exportation redevient possible pour les staplers, les Pays-Bas eux ne reviennent pas sur leur décision et les staplers ne se maintiennent que sur le marché anglais.

## XXIesiècle
La Compagnie existe toujours, basée dans le Yorkshire. Elle décerne des bourses et des prix à des organismes de bienfaisance en relation avec le textile et à des voyages éducatifs.

## Staplersnotables
On citera les maires de Calais Richard Whittington, également lord-maire de Londres, William Browne (en) (1410-1489), Henry Plankney (env. 1480 - 1535) de Grayingham dans le Lincolnshire, et Thomas Davenport, maire de Leicester.